# Vitamina D

Struttura del 7-deidrocolesterolo

Struttura del colecalciferolo

Struttura dell'ergosterolo

Struttura dell'ergocalciferolo

Struttura dell'1,25-diidrossicolecalciferolo

Struttura del 25-idrossicolecalciferolo

Struttura del lumisterolo

Struttura del tachisterolo

La vitamina D è un gruppo di pro-ormoni liposolubili costituito da 5 diverse vitamine: vitamina D1, D2, D3, D4 e D5. Le due più importanti forme in cui la vitamina D si può trovare sono la vitamina D2 (ergocalciferolo) e la vitamina D3 (colecalciferolo), entrambe dall'attività biologica molto simile. L'ergocalciferolo (D2) è di provenienza vegetale (funghi e licheni), mentre il colecalciferolo (D3), derivante dal 
colesterolo, è sintetizzato negli organismi animali ma viene estratto anche dagli aghi di pino.
La fonte principale di vitamina D per l'organismo umano è l'esposizione alla radiazione solare. La vitamina D ottenuta dall'esposizione solare o attraverso la dieta è presente in una forma biologicamente non attiva e deve subire due reazioni di idrossilazione per essere trasformata nel calcitriolo, la forma biologicamente attiva.

## Storia
La storia della scoperta della vitamina D parte nel 1919 quando il pediatra tedesco Kurt Huldschinsky osservò che bambini affetti da rachitismo guarivano se esposti alla luce ultravioletta. A.F. Hess e H.B. Gutman ottennero un risultato simile nel 1922 usando la luce solare. Nello stesso periodo Mc Collum ipotizzò l'esistenza di un composto liposolubile essenziale per il metabolismo delle ossa, studiando l'azione antirachitica dell'olio di fegato di pesce da cui riuscì a identificare una componente attiva. Già nel biennio 1919-1920 Sir Edward Mellanby era pervenuto a un'ipotesi simile studiando cani cresciuti sempre al chiuso. Nel 1923 Goldblatt e Soames riuscirono a dimostrare che quando il 7-deidrocolesterolo, presente nella pelle, viene colpito dai raggi ultravioletti esso dà origine ad un composto avente la stessa attività biologica del composto lipofilo di Mc Collum. La struttura della vitamina D venne identificata nel 1930 da A. Windaus.

## Chimica
Gli studi strutturali hanno permesso di identificare le due forme della vitamina D e che l'ergocalciferolo viene formato quando i raggi ultravioletti colpiscono l'ergosterolo, la sua forma provitaminica di origine vegetale, mentre il colecalciferolo si produce dall'irradiazione del 7-deidrocolesterolo.
L'assorbimento della vitamina D segue gli analoghi processi cui le altre vitamine liposolubili sono sottoposte. Infatti essa viene inglobata nelle micelle formate dall'incontro dei lipidi idrolizzati con la bile, entra nell'epitelio intestinale dove viene incorporato nei chilomicroni che entrano nella circolazione linfatica. In vari tessuti il colecalciferolo subisce una reazione di idrossilazione con formazione di 25-idrossicolecalciferolo [25(OH)D] (calcidiolo o calcifediolo) che passa nella circolazione generale e si lega a una proteina trasportatrice specifica (proteina legante la vitamina D, DBP). Arrivato nel rene, il 25 (OH)D può subire due diverse reazioni di idrossilazione, catalizzate da differenti idrossilasi (la 1α-idrossilasi e la 24-idrossilasi), che danno origine rispettivamente all'1,25-diidrossicolecalciferolo [1,25(OH)D] (calcitriolo), la componente attiva, ed al 24,25-diidrossicolecalciferolo [24,25(OH)D], una forma inattiva.
Oltre a essere assorbita dagli alimenti, la vitamina D viene prodotta a livello della cute. Qui viene prodotta esclusivamente vitamina D3 (colecalciferolo) e non D2 (ergocalciferolo), di produzione esclusivamente vegetale e quindi assumibile dagli animali solo per via alimentare. I raggi ultravioletti favoriscono la conversione del 7-deidrocolesterolo che può dare origine al colecalciferolo e a due prodotti inattivi: il lumisterolo ed il tachisterolo. Le quantità di D3 e D2 prodotte dipendono dalle radiazioni ultraviolette (più efficaci quelle con lunghezza d'onda compresa tra 290 e 315 nm), dall'ampiezza, lo spessore e la pigmentazione della superficie cutanea esposta e dal tempo di esposizione alla luce solare. Nei mesi estivi la sovrapproduzione di vitamina D ne consente l'accumulo, che la rende così disponibile anche durante il periodo invernale.
La vitamina D favorisce il riassorbimento di calcio a livello renale, l'assorbimento intestinale di fosforo e calcio, i processi di mineralizzazione dell'osso e anche di differenziazione di alcune linee cellulari e in alcune funzioni neuromuscolari, anche se questi due ultimi punti devono ancora essere chiariti. Il funzionamento dell'1,25(OH)D è alquanto anomalo per una vitamina in quanto agisce secondo le caratteristiche proprie degli ormoni steroidei: entra nella cellula e si va a legare a un recettore nucleare che va a stimolare la produzione di varie proteine, specie trasportatori del calcio. La regolazione dei livelli di calcio e fosforo nell'organismo avviene insieme all'azione di due importanti ormoni: la calcitonina ed il paratormone. La calcitonina ha azioni opposte a quelle della vitamina D, favorendo l'eliminazione urinaria e la deposizione di calcio nelle ossa. Ciò si traduce in una diminuzione dei livelli plasmatici di calcio. Invece il paratormone inibisce il riassorbimento renale dei fosfati, aumenta quello del calcio e stimola il rene a produrre 1,25(OH)D. A livello dell'osso il paratormone promuove il rilascio di calcio.
La produzione di questi ormoni e di vitamina D è strettamente dipendente dalla concentrazione plasmatica di calcio: la condizione di ipocalcemia stimola la produzione di paratormone e di 1,25(OH)D. Invece l'aumento del calcio plasmatico favorisce la sintesi di calcitonina. Il delicato equilibrio che si viene a creare determina la buona regolazione dei processi di mineralizzazione. Infine sembra che la vitamina D possa promuovere la differenziazione dei cheratinociti dell'epidermide e degli osteoclasti ossei e forse detiene anche un'azione antiproliferativa.

## Forme
Queste sono le forme principali che costituiscono il gruppo vitaminico D:
- vitamina D1 : composto costituito in parti 1:1 di ergocalciferolo e lumisterolo
- vitamina D2 : ergocalciferolo
- vitamina D3 : colecalciferolo
- vitamina D4 : diidroergocalciferolo
- vitamina D5 : sitocalciferolo

## Fonti alimentari
Pochi alimenti contengono quantità apprezzabili di vitamina D. Un alimento particolarmente ricco è l'olio di fegato di merluzzo. Seguono i pesci grassi come il salmone e l'aringa, l'uovo, il fegato, le carni rosse (25-idrossicolecalciferolo) e le verdure verdi.

## Livelli ematici di vitamina D
- Concentrazione ideale: 30 - 60 ng/ml
- Concentrazione insufficiente: 10 - 30 ng/ml
- Carenza: <10 ng/ml

## Carenza
L'Agenzia Italiana del Farmaco (AIFA), basandosi su revisioni sistematiche e studi clinici pubblicati su The Lancet e Annals of Internal Medicine, ritiene non appropriate le crescenti prescrizioni di supplementi di vitamina D: in particolare questi studi hanno "sollevato dei dubbi circa l’utilità dell’impiego della vitamina D per prevenire l'osteoporosi, se assunta da sola, oltre che sui suoi effetti sulla salute in generale.. Di diverso avviso è la Società Italiana dell’Osteoporosi, del Metabolismo Minerale e delle Malattie dello Scheletro (SIOMMMS), secondo cui in Italia sarebbe affetta da carenza l'80% della popolazione: l'insufficienza di vitamina D interesserebbe circa la metà dei giovani italiani nei mesi invernali. La condizione carenziale aumenterebbe con l'avanzare dell'età sino a interessare la quasi totalità della popolazione anziana italiana che non assume supplementi di vitamina D.
Uno studio italiano del 2003 mostrava che, su 700 donne in età postmenopausale, il 76% presentava livelli di vitamina D inferiori a 12 ng/ml. Ritenendo questo livello "assolutamente insufficiente", Falaschi et al. sostengono che "Queste evidenze confutano la credenza, diffusa anche tra i medici, che nel paese non sia necessario un supplemento di vitamina D per assicurare degli adeguati livelli ematici a tutte le età." Un altro studio ha rilevato come i neonati italiani siano tra le fasce di popolazioni più carenti, con una prevalenza di oltre il 97%.
In caso di carenza di vitamina D, le prime alterazioni consistono in: diminuzione dei livelli sierici di calcio e fosforo con conseguente iperparatiroidismo secondario e aumento della concentrazione di fosfatasi alcalina. Si hanno alterazione dei processi di mineralizzazione con rachitismo nel bambino non esposto al sole e osteomalacia nell'adulto non esposto al sole, debolezza muscolare, deformazione ossea in caso di malattia ossea e dolori. Alcuni studi del 2006 hanno portato alla luce come la carenza di vitamina D possa essere collegata con la sindrome influenzale: secondo il team di ricercatori, il motivo potrebbe essere associato al fatto che questa vitamina stimola la produzione di antimicrobici nei polmoni. Altri studi del 2009 correlano la carenza della vitamina, soprattutto in fase neonatale, con il manifestarsi della sclerosi multipla.
Studi hanno rilevato valori particolarmente bassi di vitamina D in Turchia (anche per l'uso di coprirsi col vestiario) nelle donne di basso livello socioeconomico in gravidanza, in Cina in donne in gravidanza che vivono in ambienti con bassi livello di esposizione al sole, in Slovenia nelle donne in gravidanza nei mesi invernali; nei neonati sono stati rilevati livelli superiori a quello delle madri. Studi recenti rivelano che più del 66% delle donne che aspetta un bambino è definibile come carente di vitamina D, ovvero il livello nel sangue di 25(OH) D è minore di 30 ng/ml; questi risultati sarebbero indipendenti dalla stagionalità e dall'assunzione della supplementazione consigliata: questi dati hanno fatto ipotizzare che la quantità di vitamina D attualmente somministrata nell'assistenza prenatale sia inadeguata.
Recenti review, analizzando i livelli sierici nella popolazione in vari stati del mondo, hanno rilevato che, anche in paesi tipicamente soleggiati, sono necessarie politiche di integrazione per porre rimedio allo stato di grave carenza che si rivela essere molto diffuso.

## Livelli di assunzione e tossicità
Il dosaggio della vitamina D nella forma 25(OH) D sierica rappresenta il metodo più accurato per stimare lo stato di replezione vitaminica D: in Italia un livello inferiore a 30 ng/ml è considerato insufficiente. Secondo l'Istituto di Medicina (IOM) sarebbero necessarie 600 UI al giorno per far raggiungere al 97,5% della popolazione un valore di 20 ng/ml di 25OHD nel sangue, ma questi calcoli non si sono rivelati esatti e le dosi raccomandate sono considerate troppo basse, circa un decimo di quella necessaria. Holick sostiene che le attuali dosi raccomandate, essendo troppo basse rispetto alla produzione che avviene normalmente tramite l'esposizione solare (una persona di carnagione chiara in costume d'estate produce circa 10.000 UI in 20 minuti), siano potenzialmente dannose, perché espongono la popolazione a rischio di diverse malattie croniche.
Le Linee Guida elaborate dalla Società Italiana dell'Osteoporosi, del Metabolismo Minerale e delle Malattie dello Scheletro (SIOMMMS) affermano che "In presenza di deficit severo vanno somministrate dosi cumulative di vitamina D variabili tra 300.000 ed 1.000.000 di UI, nell'arco di 1-4 settimane".
Durante la gravidanza e l'allattamento le richieste di vitamina D aumentano per far fronte alla maturazione dello scheletro del feto e del neonato. Generalmente l'esposizione alla luce dovrebbe mantenere dei livelli adeguati, ma alle latitudini italiane da ottobre a marzo questo non è possibile e si possono verificare stati carenziali sia per la mamma sia per il nascituro. La carenza di vitamina D è particolarmente frequente in Italia, specie negli anziani e nei mesi invernali, la carenza è tanto comune e di tale entità che l'86% delle donne italiane sopra i 70 anni presenta livelli ematici di 25(OH) D inferiori ai 10 ng/ml alla fine dell'inverno.
In caso di prolungata assunzione di vitamina, superiore a 10.000 UI/die, si possono verificare fenomeni di tossicità acuta o cronica con comparsa di nausea, diarrea, ipercalciuria, ipercalcemia, poliuria, calcificazione dei tessuti molli. Generalmente ciò può avvenire allorché i livelli circolanti di vitamina D superano i 100 ng/ml: per ripristinare la condizione di normalità è sufficiente sospendere o ridurre l'integrazione. In letteratura tutti i casi di tossicità pubblicati sono per dosi superiori a 40.000 UI giornaliere.
Ultimamente sono state riviste al rialzo le dosi consigliate, previste per combattere il rachitismo all'inizio del secolo scorso. Uno studio pubblicato nel 2007 sulla rivista "American Journal of Clinical Nutrition" sostiene che "l'assenza di tossicità nei trial condotti in adulti sani che hanno preso dosi di vitamina D >= 250 µg/die (10.000 UI di vitamina D3) supporta l'utilizzo sicuro di questo come limite superiore di assunzione giornaliero tollerabile (UL)".
Visto che la vitamina D circola e viene attivata non solo a livello epatico e renale, ma in tutti i tessuti del corpo dove avviene l'attivazione autocrina, e che la sua emivita è di circa 24 ore, è importante che questa venga prodotta tramite esposizione solare o assunta attraverso cibo o supplementi ogni giorno.
Lo studio più esteso condotto negli Stati Uniti, che ha monitorato per 20 anni la supplementazione di vitamina D e calcio in una popolazione di 36.000 donne in post-menopausa, ha evidenziato una riduzione del 7% della mortalità per cancro e un aumento del 6% di quella per malattie cardiovascolari.

## Altre proprietà della vitamina D
Alcuni studi degli anni 2000 suggeriscono che la vitamina D potrebbe avere un ruolo nella regolazione della risposta immunitaria di tipo innato contro gli agenti microbici. Gli esperimenti in vitro dimostrano che l'1,25(OH) D può stimolare la produzione di catelicidina umana (human cathelicidin antimicrobial peptide – CAMP, un peptide con azione antimicrobica) in diverse colture cellulari.
L'espressione genica della catelicidina sembra essere regolata da un promotore del gene CAMP contenente un elemento rispondente alla vitamina D (vitamin D response element – VDRE) cui si va a legare il recettore per la vitamina D.
Secondo Wang e colleghi, l'1,25(OH) D è in grado di stimolare la produzione di altri peptidi antimicrobici: la defensina β di tipo 2 (defensin β2, defβ2), la lipocalina associata alla gelatinasi neutrofila (neutophil gelatinase-associated lipocalin – NGAL).
Questi dati permettono di dare un sostegno, almeno iniziale, allo studio di Cannel e colleghi che, riprendendo un'ipotesi di Edgar Hope-Simpson nel 1981, sostengono che i picchi invernali di sindrome influenzale potrebbero essere dovuti alla carenza di vitamina D a seguito della minor esposizione alla luce solare; recenti studi hanno confermato questa ipotesi, mostrando che un livello adeguato nel sangue di 25(OH) D riduce significativamente l'incidenza di infezioni respiratorie acute. Una recente meta-analisi ha rilevato una forte correlazione tra carenza di vitamina D e tiroiditi autoimmuni (Hashimoto e Graves).
La carenza di vitamina D è inoltre correlata alla sindrome dell'occhio secco. 

### Vitamina D e Covid-19
È stato dimostrato che la carenza di vitamina D aumenta il rischio di gravi infezioni respiratorie. Una revisione sistematica e una meta-analisi di 27 pubblicazioni hanno rilevato che in sé essa non comporta maggiore probabilità di contrarre COVID-19, ma vi sono correlazioni tra la carenza di vitamina D e la gravità della malattia, aumenti di ospedalizzazione e tassi di mortalità.
La principale complicanza della COVID-19 è la sindrome da distress respiratorio acuto che può essere aggravata dalla carenza di vitamina D.

### Vitamina D e cancro
Gli integratori di vitamina D sono stati ampiamente commercializzati per le loro asserite proprietà antitumorali. In alcuni studi osservazionali è stata notata un'associazione tra bassi livelli di vitamina D e il rischio di alcuni tumori, ad esempio  Carcinoma del colon-retto. Tuttavia non è chiaro se l'integrazione di vitamina D con la dieta o supplementi incida sul rischio di cancro. Gli studi descrivono le prove come "incoerenti, inconcludenti per quanto riguarda la causalità e insufficienti per determinare in modo univoco le esigenze nutrizionali" e "non sufficientemente solide per trarre conclusioni". Una revisione del 2014 ha rilevato che gli integratori non hanno avuto effetti significativi sul rischio di cancro. Un'altra revisione del 2014 ha concluso che la vitamina D3 può ridurre il rischio di morte per cancro (un decesso in meno su 150 persone trattate in 5 anni), ma sono state rilevate criticità riguardo alla qualità dei dati. Non ci sono prove sufficienti per raccomandare integratori di vitamina D alle persone malate di tumore, sebbene alcune evidenze suggeriscano che bassi livelli di vitamina D possono essere associati a un peggior esito di alcuni tumori, e che livelli più elevati di essa al momento della diagnosi possono essere associati a risultati migliori.

### Vitamina D e sclerosi multipla
Il primo studio sugli effetti del colecalciferolo su pazienti affetti da sclerosi multipla è opera di Goldberg, che a partire dal 1986 per 1-2 anni ha somministrato a giovani pazienti 5000 UI di vitamina D3 al giorno sotto forma di olio di fegato di merluzzo, assieme a calcio e magnesio. La risposta di ogni paziente è stata confrontata con la sua storia clinica; il numero di ricadute osservate era meno della metà del numero previsto.
Nel 2011 uno studio dell'Università di Oxford ha scoperto una variante genetica rara del gene CYP27B1 che, riducendo livelli di vitamina D nel sangue, sembra essere direttamente collegato alla malattia: in oltre 3.000 famiglie di genitori non affetti con un bambino malato di sclerosi multipla hanno trovato 35 genitori con la variazione genetica, e nel 100% di questi 35 casi il bambino con sclerosi multipla aveva ereditato la versione mutata del gene. Tramite l'utilizzo della randomizzazione mendeliana, di recente è stata dimostrata la relazione causale tra bassi livelli di vitamina D e l'insorgenza della sclerosi multipla.
Recenti studi hanno rivelato che la vitamina D nella sua forma D3, il colecalciferolo, una volta attivata nella forma 1,25(OH)2D3, agisce da immuno modulatore, inibendo il processo immunitario TH17 tipico delle malattie autoimmuni. È stata rilevata una correlazione tra gravità della malattia (numero di ricadute, numero di nuove lesioni) e livello nel sangue di vitamina D nella sclerosi multipla. Molti studi sottolineano come la carenza di vitamina D sia correlata con un'alta incidenza della malattia. Secondo altri studi, la vitamina D sarebbe in grado di agire su specifiche regioni del DNA attraverso il suo recettore (VDR).
Vari studi dimostrano che la vitamina D nella sua forma D3, il colecalciferolo, agisce meglio della forma D2, l'ergocalciferolo, sulla riparazione dei nervi danneggiati tramite la ricostruzione della guaina mielinica, portando a miglioramenti funzionali. Sempre più si va rafforzando la convinzione che questa sostanza sia un "ormone neurosteroide" in grado di incidere sul declino cognitivo e perfino sulla malattia di Alzheimer.
Nel 2014, analizzando i dati dello studio italo-norvegese EnvIMS, i ricercatori hanno rilevato una significativa associazione tra la ridotta attività all'aperto (esposizione al sole) e il maggior rischio di sclerosi multipla sia in Norvegia sia in Italia. L'associazione più significativa è stata trovata tra gli adolescenti norvegesi tra i 16 e 18 anni (OR=1.83) e tra i neonati italiani (OR=1.56). Quindi l'esposizione al sole, con la conseguente produzione di vitamina D, pare avere effetto benefico nella prevenzione Una recente review condotta dall'American Society for Nutrition indica come i livelli di vitamina D circolante possano essere usati come un biomarker per la malattia; inoltre evidenzia come la supplementazione di vitamina D possa essere usata a scopi terapeutici.

### Vitamina D e depressione
Bassi livelli di vitamina D sembrano essere associati a fenomeni depressivi: uno studio di revisione del 2013 pubblicato sul British Journal of Psychiatry ha analizzato più di 30.000 individui, trovando una correlazione consistente tra carenza di vitamina D e un tasso di depressione più alto, correlazione che, secondo lo studio, andrebbe confermata con ulteriori ricerche. In uno studio su trenta pazienti è stata misurata la correlazione tra l'aumento di vitamina D conseguente a somministrazione e il miglioramento dei sintomi depressivi, pur non specificando se i pazienti, che ammettevano di non esporsi a sufficienza alla luce del sole, avevano contemporaneamente aumentato l'esposizione alla luce solare e la vita all'aria aperta che notoriamente giovano all'umore. In un trial una dose intramuscolare di 300.000 UI ha migliorato lo stato di depressione in modo statisticamente significativo a distanza di tre mesi; non è specificato nell'abstract il periodo dell'anno e quindi l'eventuale effetto positivo dell'esposizione a luce solare nei tre mesi in questione. Un deficit di vitamina D può compromettere le capacità cognitive, essendo la carenza di vitamina D associata a diversi disturbi neuropsichiatrici come demenza, sclerosi multipla, morbo di Parkinson, epilessia e schizofrenia.